# نادي مندلي
نادي مندلي الرياضي هو فريق كرة قدم عراقي مقره في مندلي، ديالى، يلعب في الدوري العراقي الدرجة الثالثة، أعيد تأسيس نادي مندلي الرياضي في نوفمبر 2020 من قبل وزارة الشباب والرياضة بعد أن تم إلغاؤه قبل أربعين عامًا.

## روابط خارجية
- نادي مندلي على Goalzz.com
- أندية العراق - تواريخ التأسيس